# Championnat de Macao de football 2012
Navigation
Saison précédente Saison suivante
La saison 2012 du Championnat de Macao de football est la soixante-troisième édition du Campeonato da Primeira Divisão, le championnat de première division à Macao. Les dix meilleures équipes macanaises sont regroupées au sein d’une poule unique où elles s'affrontent deux fois au cours de la saison. En fin de championnat, les deux derniers du classement sont relégués et remplacés par les deux meilleures équipes de deuxième division.
C'est le double tenant du titre, Windsor Arch Ka I qui est à nouveau sacré cette saison après avoir terminé en tête du classement, avec deux points d'avance sur le Clube Desportivo Monte Carlo. Il s’agit du troisième titre de champion de Macao de l’histoire du club.

## Les clubs participants
- Grupo Desportivo de Lam Pak
- PSP Macao
- Kuan Tai - Promu de Segunda Divisão
- Lam Ieng
- Clube Desportivo Monte Carlo
- Casa do Sport Lisboa e Benfica - Promu de Segunda Divisão
- MFA Development
- Windsor Arch Ka I
- Hong Ngai
- FC Porto de Macau

## Compétition
Le barème utilisé pour établir le classement est le suivant :
- Victoire : 3 points
- Match nul : 1 point
- Défaite : 0 point

### Classement
| Rang | Équipe                          | Pts | J  | G  | N | P  | Bp | Bc | Diff |
| ---- | ------------------------------- | --- | -- | -- | - | -- | -- | -- | ---- |
| 1    | Windsor Arch Ka IT              | 45  | 18 | 14 | 3 | 1  | 59 | 12 | +47  |
| 2    | Clube Desportivo Monte Carlo    | 43  | 18 | 13 | 4 | 1  | 45 | 18 | +27  |
| 3    | Casa do Sport Lisboa e BenficaP | 35  | 18 | 11 | 2 | 5  | 35 | 15 | +20  |
| 4    | Grupo Desportivo de Lam PakC    | 28  | 18 | 8  | 4 | 6  | 41 | 32 | +9   |
| 5    | FC Porto de Macau               | 27  | 18 | 8  | 3 | 7  | 35 | 24 | +11  |
| 6    | Kuan TaiP                       | 26  | 18 | 8  | 2 | 8  | 32 | 32 | 0    |
| 7    | PSP Macao                       | 20  | 18 | 6  | 2 | 10 | 20 | 29 | -9   |
| 8    | Lam Ieng                        | 18  | 18 | 5  | 3 | 10 | 30 | 39 | -9   |
| 9    | MFA Development                 | 15  | 18 | 4  | 3 | 11 | 25 | 40 | -15  |
| 10   | Hong Ngai                       | 0   | 18 | 0  | 0 | 18 | 5  | 86 | -81  |

|  | Champion de Macao 2012                                                              |
|  | Relégation directe en Segunda Divisão                                               |
|  | T : Tenant du titre C : Vainqueur de la Coupe de Macao P : Promu de Segunda Divisão |

## Bilan de la saison
| Championnat de Macao de football 2012 |                              |
| Champion                              | Windsor Arch Ka I (3e titre) |
| Coupes et trophées                    |                              |
| Vainqueur de la Coupe de Macao 2012   | Grupo Desportivo de Lam Pak  |
| Qualifications continentales          |                              |
| Coupe du président de l'AFC 2013      | Aucun                        |
| Promotions et relégations             |                              |
| Promus en Primeira Divisão            | Chao Pak Kei                 |
| Promus en Primeira Divisão            | Kei Lun                      |
| Relégués en Segunda Divisão           | MFA Development              |
| Relégués en Segunda Divisão           | Hong Ngai                    |